# 洵德帝姬
洵德帝姬（1109年—12世纪?），宋徽宗第十四女，刘贵妃（追赠明达皇后）所生。

## 生平
大观三年（1109年）七月封初衍福公主。政和三年（1113年）闰四月，改封帝姬。宣和六年（1124年）十一月，改封洵德。洵德帝姬初嫁田丕。
1127年靖康之变被俘。

## 丈夫
- 田丕，1110年出生，1127年靖康之变被俘

## 关联
- 帝姬